# Narduskruid
Narduskruid (Nardostachys jatamansi, synoniem: Nardostachys grandiflora) is een plant uit de kamperfoeliefamilie, die voorkomt in de Himalaya in China, Nepal, Afghanistan en het noorden van India. De soort staat op de Rode Lijst van de IUCN geklasseerd als 'kritiek'.
De plant wordt ongeveer 10-60 cm hoog en heeft roze, belvormige bloeiwijzen. De plant groeit op hoogten van 3000 tot 5000 meter boven zeeniveau. De wortelstok van de plant is rijk aan etherische olie. In het wild is de plant dusdanig teruggedrongen dat de wilde plant nu via CITES wordt beschermd tegen internationale handel. Gecultiveerde exemplaren mogen nog wel worden verhandeld.

## Gebruik
De wortelstok van het narduskruid kan worden gedestilleerd tot een aromatische, amberkleurige etherische olie, nardus geheten. Deze olie bevat gurjuneen, patchouleen, ketonen, jatamanson, valeranon, nardosinon en nardostachon en wordt onder andere gebruikt als ingrediënt in parfums en wierook. De olie van het narduskruid is al eeuwenlang bekend en maakt deel uit van de Indiase ayurvedische kruidenleer. In het Oude Egypte was het een luxeproduct. Rond het begin van de jaartelling werd narduskruid vanuit India naar onder meer Israël geïmporteerd, samen met specerijen als cassia en kaneel. Waarschijnlijk gebeurde dat in de vorm van olie. In oude teksten uit die tijd, waaronder de Bijbel, worden rituelen beschreven waarin deze olie wordt uitgegoten over het hoofd (Marcus 14:3).
In de kruidengeneeskunde staat het onder meer bekend als sedativum. De olie zou helpen tegen slapeloosheid, moeilijkheden bij de geboorte en andere kwalen. In de ayurvedische geneeskunde wordt narduskruid als 'jatamansi' ingezet als hersentonicum en ter verlichting van psychische aandoeningen. Daarnaast wordt het gebruikt als verteringshulp en ter vermindering van hoest en ademhalingsproblemen. Ook Tibetaanse geneeswijzen maken veel gebruik van het Narduskruid. In Europa werd narduskruid in de middeleeuwen gebruikt om gerechten te kruiden.

## Synoniemen
- Nardostachys chinensis Batalin
- Nardostachys gracilis Kitam.
- Nardostachys grandiflora DC.
- Patrinia jatamansi D.Don